# Championnat du Swaziland de football 2001-2002
Navigation
Édition précédente Édition suivante
La saison 2001-2002 du Championnat du Swaziland de football est la vingt-sixième édition de la Premier League, le championnat national de première division au Swaziland. Les douze équipes engagées sont regroupées au sein d'une poule unique où elles affrontent deux fois leurs adversaires, à domicile et à l'extérieur. En fin de saison, les deux derniers du classement sont relégués et remplacés par les deux meilleurs clubs de deuxième division.
C'est le club de Manzini Wanderers qui remporte la compétition cette saison après avoir terminé en tête du classement, avec trois points d'avance sur Mhlambanyatsi Rovers et Mbabane Swallows. C'est le cinquième titre de champion du Swaziland de l'histoire du club.

## Participants
- Mbabane Highlanders
- Denver Sundowns
- Manzini Wanderers
- Royal Leopards
- Mhlume United
- Mhlambanyatsi Rovers
- Young Buffaloes FC
- Mbabane Swallows
- Umbelebele FC - Promu de D2
- Moneni Pirates FC
- Green Mamba
- Pastor Limited FC - Promu de D2

## Compétition

### Classement
Le classement est établi sur le barème de points suivant : victoire à 3 points, match nul à 1, défaite à 0.
| Rang | Équipe               | Pts | J  | G  | N  | P  | Bp | Bc | Diff |
| ---- | -------------------- | --- | -- | -- | -- | -- | -- | -- | ---- |
| 1    | Manzini Wanderers    | 46  | 22 | 13 | 7  | 2  | 29 | 13 | +16  |
| 2    | Mhlambanyatsi Rovers | 43  | 22 | 13 | 4  | 5  | 38 | 20 | +18  |
| 3    | Mbabane Swallows     | 43  | 22 | 12 | 7  | 3  | 31 | 19 | +12  |
| 4    | Mbabane HighlandersT | 36  | 22 | 11 | 3  | 8  | 31 | 20 | +11  |
| 5    | Denver Sundowns      | 36  | 22 | 10 | 6  | 6  | 35 | 27 | +8   |
| 6    | Royal Leopards       | 35  | 22 | 10 | 5  | 7  | 25 | 17 | +8   |
| 7    | Green Mamba          | 30  | 22 | 7  | 9  | 6  | 29 | 20 | +9   |
| 8    | Umbelebele FCP       | 21  | 22 | 6  | 3  | 13 | 22 | 34 | -12  |
| 9    | Moneni Pirates FC    | 21  | 22 | 6  | 3  | 13 | 21 | 40 | -19  |
| 10   | Mhlume United        | 21  | 22 | 6  | 3  | 13 | 22 | 42 | -20  |
| 11   | Young Buffaloes FC   | 19  | 22 | 3  | 10 | 9  | 18 | 28 | -10  |
| 12   | Pastor Limited FCP   | 13  | 22 | 3  | 4  | 15 | 18 | 39 | -21  |

|  | Champion du Swaziland 2001-2002                    |
|  | Relégation directe en deuxième division            |
|  | T : Tenant du titre P : Promu de deuxième division |

## Bilan de la saison
| Championnat du Swaziland de football 2001-2002                        |                              |
| Champion                                                              | Manzini Wanderers (5e titre) |
| Qualifications continentales                                          |                              |
| Ligue des champions de la CAF 2003                                    | Aucun                        |
| Coupe des Coupes 2003                                                 | Aucun                        |
| Coupe de la CAF 2003                                                  | Aucun                        |
| Promotions et relégations                                             |                              |
| Promus en Premier League                                              | Eleven Men in Flight         |
| Promus en Premier League                                              | Simunye FC                   |
| Relégués en Championnat du Swaziland de football de deuxième division | Young Buffaloes FC           |
| Relégués en Championnat du Swaziland de football de deuxième division | Pastor Limited FC            |